# Daniel David Palmer

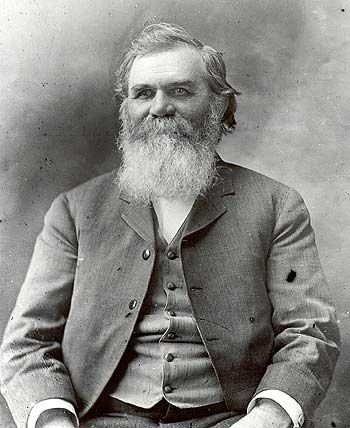
Daniel David Palmer

Daniel David Palmer, auch D.D. Palmer (* 7. März 1845 in Pickering, Ontario; † 20. Oktober 1913 in Los Angeles, Kalifornien), war der Begründer der pseudomedizinischen Methode der Chiropraktik.

## Leben
Daniel David Palmer wurde in Pickering, nahe Toronto, im zu dieser Zeit noch britischen Kanada geboren. 1865, im Alter von 20 Jahren, zog er nach Iowa in die Vereinigten Staaten. Palmer arbeitete dort zunächst als Schullehrer, Imker, Nebenerwerbs-Obstbauer, Lebensmittelhändler und Fischzüchter. Zunehmend gelangte er in spiritistische Kreise um den berüchtigten „Magnetheiler“ Paul Caster. Palmer eröffnete seine eigene „Magnetheilpraxis“ in Davenport, Iowa, die er neun Jahre lang betrieb.
Die „biblische Inspiration“ für die Entwicklung der Chiropraktik beschreibt Palmer mehrfach in seinen Büchern. So „offenbarte“ der Geist des verstorbenen Dr. Jim Atkinson ihm im Rahmen einer spiritistischen Séance die Technik und die Philosophie der Chiropraktik.
1897 gründete er das Palmer College of Chiropractic in Davenport. 1906 wurde Palmer unter dem neuen medizinischen Gesetz in Iowa wegen Ausübung eines medizinischen Berufs ohne Lizenz zu 17 Tagen Gefängnis verurteilt. Kurz danach verkaufte er die Schule der Chiropraktik an seinen Sohn, Bartlett Josua (B. J.) Palmer, welcher sie bis zu seinem Tod 1961 leitete. Bald nach dem Verkauf der Schule gründete Daniel David Palmer weitere Chiropraktikschulen in Oklahoma und Oregon. 1910 veröffentlichte Palmer das Buch Wissenschaft, Kunst und Philosophie der Chiropractik. Er starb in Los Angeles am 20. Oktober 1913.